# Toufik Faci
Toufik Faci (* 1974 in Algerien) ist ein ehemaliger für Deutschland spielender Nationalspieler in der Boulespiel-Sportart Pétanque im Deutscher Boccia-, Boule- und Pétanque-Verband e.V. Er ist mehrmaliger deutscher Meister und war Teilnehmer bei zwei Europameisterschaften.

## Karriere
Nach eigenen Angaben begann Faci mit 14 Jahren in Algerien mit dem Boule-Spiel und gewann unter anderem das Championnat d´Algerie. Nach seinem Umzug nach Deutschland erspielte er sich acht deutsche Meistertitel. Er spielte ab 2010 für den BC Edingen-Neckarhausen und tritt seit 2015 für Düsseldorf sur place und in der Pétanque-Bundesliga an.
Er ist Rechtshänder und spielt bevorzugt die Spielposition Tireur.
Bei der Europameisterschaft 2013 und 2015 trat er – trotz seiner algerischen Staatsbürgerschaft – für Deutschland an. 2014 spielte er bei der 1.Trophée Henri Bernard –  einer inoffiziellen Weltmeisterschaft – im Tête-à-tête  in Nizza für Deutschland und belegte den 3. Platz. Für die vom Ausrichter abgesagte Weltmeisterschaft 2014 in Tahiti/Polynesien war er nominiert. Ab 2016 durften laut Vorgaben von DOSB und Bundesinnenministerium nur noch Spieler mit deutscher Staatsangehörigkeit für das deutsche Nationalteam antreten, Faci verlor so seinen Platz im Kader.

## Erfolge als Spieler
(Quelle)
- 2010: 2. Platz Deutsche Meisterschaft Doublette zusammen mit Marcel Raab
- 2011: 1. Platz Deutsche Meisterschaft Tête-à-Tête[8]
- 2012: 1. Platz Deutsche Meisterschaft Tête-à-Tête
- 2012: 1. Platz Deutsche Meisterschaft Mixte zusammen mit Annet Sturz
- 2012: 3. Platz Deutsche Meisterschaft Triplette zusammen mit Marcel Raab und Mohamed-Kamel Bourouba
- 2018: 1. Platz Deutsche Meisterschaft Tête-à-Tête[9]
- 2018: 3. Platz Deutsche Meisterschaft Tireur
- 2018: 1. Platz Deutsche Meisterschaft Mixte zusammen mit Anna-Maria Bohnhoff[10]
- 2018: 1. Platz Deutsche Meisterschaft Triplette zusammen mit Philipp Niermann und Marco Schumacher
- 2018: Deutscher Vize-Vereinsmeister mit Düsseldorf sur place
- 2019: Deutscher Vereinsmeister mit Düsseldorf sur place[11]
- 2021: Deutscher Vereinsmeister mit Düsseldorf sur place
- 2022: Deutscher Vize-Vereinsmeister mit Düsseldorf sur place
- 2023: Deutscher Vize-Vereinsmeister mit Düsseldorf sur place[12]

## Privates
Faci war mit der deutschen Meisterin im Doublette Mixte von 2014 verheiratet.